# Taphrina californica
Taphrina californica är en svampart som beskrevs av Mix 1938. Taphrina californica ingår i släktet Taphrina och familjen häxkvastsvampar.   Inga underarter finns listade i Catalogue of Life.